# Corvera de Toranzo
Corvera de Toranzo là một đô thị thuộc cộng đồng tự trị Cantabria, Tây Ban Nha. Theo điều tra dân số năm 2007, đô thị này có dân số là 2.221 người. Thủ phủ là San Vicente de Toranzo.

## Biến động dân số
| 1900  | 1910  | 1920  | 1930  | 1940  | 1950  | 1960  | 1970  | 1980  | 1990  | 2000  | 2007  |
| ----- | ----- | ----- | ----- | ----- | ----- | ----- | ----- | ----- | ----- | ----- | ----- |
| 2.884 | 2.943 | 2.962 | 2.945 | 3.013 | 3.105 | 2.893 | 2.607 | 2.508 | 2.264 | 2.064 | 2.199 |

Fuente: INE